# الکتریکی (ترانه کیتی پری)
«الکتریک» (انگلیسی: Electric) ترانه‌ای از خوانندهٔ آمریکایی کیتی پری است که در ۱۴ مه ۲۰۲۱ از طریق کپیتال رکوردز به عنوان تک‌آهنگ آغازین آلبوم موسیقی متن Pokémon 25 منتشر شد. انتشار این ترانه با یک موزیک ویدیو به کارگردانی کارلوس لوپز استرادا همراه بود که در آن پری و پیکاچو به نسخه‌های جوان خودشان کمک می‌کنند.